# Robotika
Robotika je grana inženjerske znanosti i tehnologija robota, njihov dizajn, proizvodnja, primjena. Robotika je srodna s elektronikom, mehanikom i sa softverom. Riječ robot prvi je javno koristio češki pisac Karel Čapek u svom igrokazu R.U.R. koji je bio objavljen 1920., no u kratkom pismu je naveo da je njegov brat Josef Čapek izmislio taj termin. Termin robotika je izmislio američki pisac Isaac Asimov u naučno-fantasičnoj priči "Liar!" (1941.)".

## Vanjske poveznice
- Robotika Hrvatska tehnička enciklopedija, portal hrvatske tehničke baštine. LZMK